# کروناویروس سندرم حاد تنفسی ۲

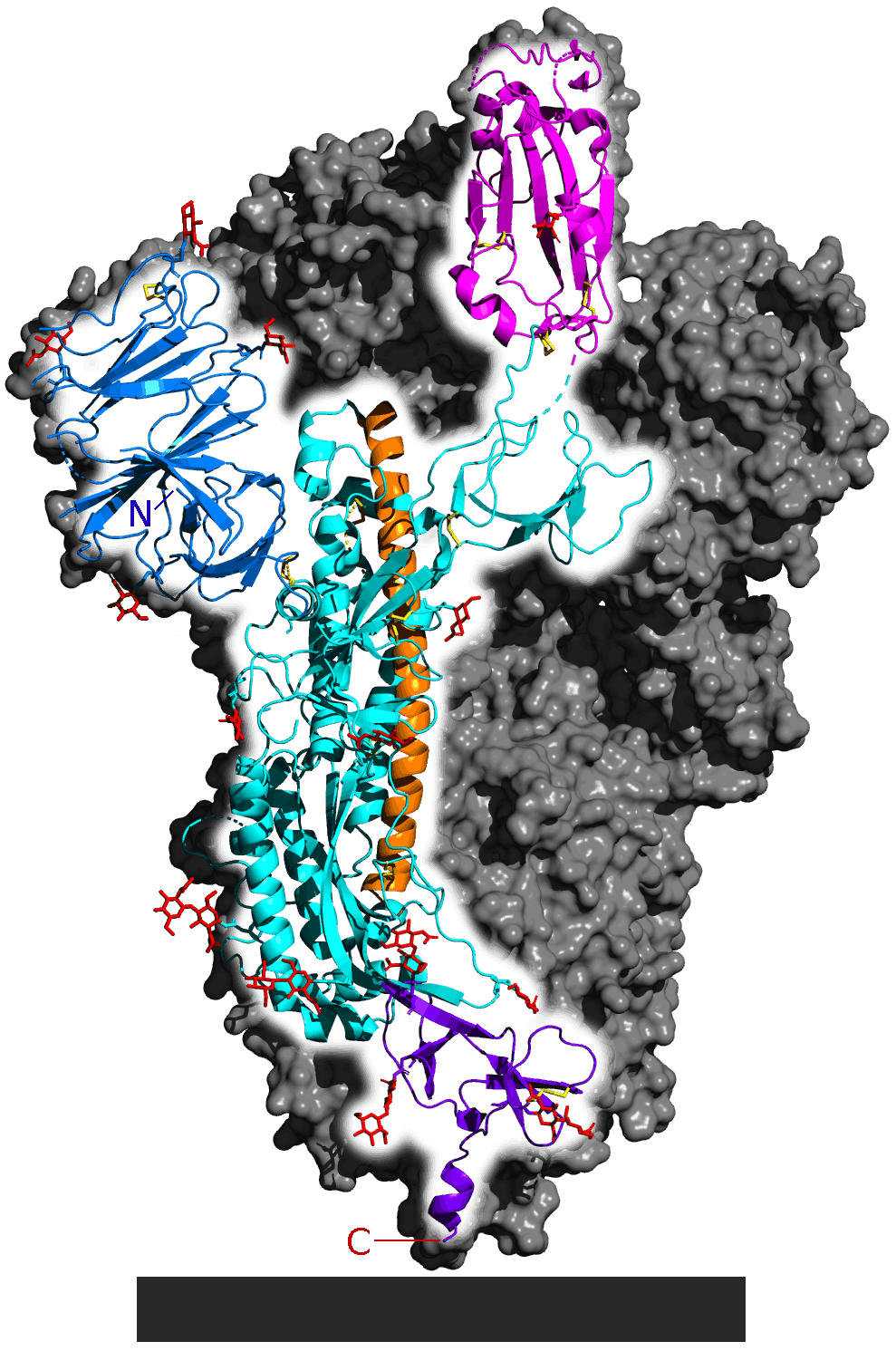
یک خار هوموتریمر از ویروس کووید-۱۹ که یکی از زیر واحدهای پروتئینی آن متمایز شده‌است. دومین متصل‌شونده به آنزیم ۲ مبدل آنژیوتانسین، با رنگ سرخابی مشخص شده‌است.

کروناویروس سندرم حاد تنفسی ۲ (SARS-CoV-2) (به انگلیسی: Severe Acute Respiratory Syndrome Coronavirus 2)، یک آران‌ای ویروس تک رشته‌ای سو مثبت و نام یک زیرگونه از  خانواده کروناویروس  و عامل کووید ۱۹ (19-COVID) است. در ابتدا به این ویروس نام‌های کلی و مختلفی چون کروناویروس جدید 2019 (2019-nCoV) یا کروناویروس انسانی (HCoV-19) داده شده بود. محلول آب و صابون در دمای ۲۲ درجه سانتی گراد، بعد از ۱۵ دقیقه ویروس را نابود می‌کند. البته شستن دست با آب و صابون بعد از ۲۰ ثانیه باعث شست و شوی ویروس می‌شود و ویروس را با خود می‌برد اما باعث تخریب و از بین رفتن ویروس نمی‌شود.
با عبور تعداد قربانیان ویروس کرونا از مرز ۱۰۰۰ تن، سازمان جهانی بهداشت برای بیماری ناشی آن، نام رسمی انتخاب کرد - کووید ۱۹ (۱۹-COVID) که به «کرونا»، «ویروس»، «بیماری» و سال ۲۰۱۹ اشاره دارد.
این ویروس عامل اصلی در همه‌گیری کروناویروس است.
مقایسهٔ توالی ژنتیکی این ویروس و سایر نمونه‌های ویروس، شباهت‌هایی با ویروس سارس و کرونا ویروس‌های خفاش را نشان داده‌است و به همین دلیل احتمال دارد که منشأ اولیهٔ این ویروس در خفاش‌ها باشد.
قُطر این ویروس حدود ۱۲۵ نانومتر است (هر نانومتر یک میلیاردم متر است).

## پیدایش و همه‌گیرشناسی

### پیدایش
نخستین عفونت شناخته شدهٔ انسانی در اوایل دسامبر ۲۰۱۹ ثبت شد. این ویروس برای نخستین بار در میانهٔ دسامبر سال ۲۰۱۹ در شهر ووهان، چین شیوع یافت، که احتمالاً ناشی از یک حیوان آلوده بوده‌است. کرونای جدید سپس در همهٔ استان‌های چین شیوع پیدا کرد.

### گمانه‌ها دربارهٔ شیوع کرونا از مؤسسه دولتی ویروس‌شناسی ووهان
لوک مونتانیه، کاشف ویروس اچ‌آی‌وی (عامل بیماری ایدز) و برنده جایزه نوبل فیزیولوژی و پزشکی سال ۲۰۰۸، مدعی شد که کروناویروس جدید در آزمایشگاه شهر ووهان چین پدید آمده‌است. این دانشمند فرانسوی با طرح این ادعا که ویروس SARS-CoV-۲ در یک آزمایشگاه و در نتیجه تلاش برای ساخت واکسن بر ضد ویروس اچ‌آی‌وی پدید آمده، جنجال تازه‌ای به راه انداخت. او سال‌ها پژوهشگر انستیتو پاستور در پاریس بوده‌است و در حال حاضر به‌طور تمام وقت در دانشگاه شانگ‌های جیاتونگ در چین فعالیت می‌کند. وی اخیراً در مصاحبه‌ای با شبکه فرانسوی CNews و همچنین شرکت در پادکستی که توسط «پورکووی دکتور» تهیه شده، ادعا کرد که به وجود عناصری از ویروس اچ‌آی‌وی در ژنوم کرونا و حتی وجود عناصری از مالاریا بسیار مشکوک است. نشریه «آسیا تایمز»، به نقل از مونتانیه، نوشت: «آزمایشگاه شهر ووهان از اوایل دهه ۲۰۰۰ تحقیقات گسترده‌ای را در زمینه کروناویروس‌ها آغاز کرده‌است. آن‌ها در این زمینه تخصص بسیار بالایی دارند». دونالد ترامپ رئیس‌جمهور ایالات متحده با اشاره به گزارش خبرگزاری فاکس نیوز، اذعان کرد که احتمالاً این کروناویروس جدید به‌طور اتفاقی توسط کارآموزی که در مؤسسه ویروس‌شناسی ووهان در چین کار می‌کند، منتشر شده‌است. روزنامه فاکس نیوز در گزارشی با تأکید به وجود این ویروس به‌صورت طبیعی در خفاش‌ها، خاطرنشان کرده که این ویروس در آزمایشگاه ووهان مورد مطالعه قرار گرفته‌است. این شبکه خبری با اعلام اینکه انتقال اولیه ویروس از خفاش به انسان بوده، افزود: «بیمار صفر» در آزمایشگاه شهر ووهان کار می‌کرده‌است. این کارمند آزمایشگاه قبل از انتشار این بیماری در بین افراد عادی در شهر ووهان، به‌طور تصادفی به کروناویروس جدید آلوده شد. نشریه واشینگتن پست در این باره آورده‌است: «دو سال پیش مقامات سفارت آمریکا در چین، نگرانی‌هایی را در مورد عدم ایمنی کافی در مؤسسه دولتی ویروس‌شناسی ووهان، به ویژه در خصوص مطالعه بر روی ویروس‌های کشنده و بیماری‌های عفونی، ابراز داشتند و بررسی‌هایی را نیز در این زمینه انجام دادند. گرچه این انستیتو که در نزدیکی بازار مرطوب ووهان واقع شده، اولین آزمایشگاه دارای سطح بیو-ایمنی IV است، اما وزارت امور خارجه آمریکا در سال ۲۰۱۸ در مورد کمبود جدی تکنسین‌ها و محققان دارای مهارت مناسب برای بهره‌برداری ایمن از این آزمایشگاه پر حجم هشدار داده بود».

### پنهان‌کاری دولت چین
گزارش‌های منتشر شده حاکی از آن است که مقامات چینی مدت‌ها پیش از اعلام شیوع ویروس کرونا در آن کشور، از آن آگاهی داشتند اما از انتشار این خبر جلوگیری می‌کردند. گفته شده که در اواخر دسامبر یا اوایل ژانویه، پزشکی به نام لی ون‌لیانگ که در بیمارستان مرکزی ووهان خدمت می‌کرد با معاینهٔ موارد ابتلا به نوعی بیماری شبیه سارس و انجام آزمایش‌های مربوط، شیوع نوع جدیدی ویروس را به اطلاع همکارانش رسانده و خواهان قرنطینهٔ این بیماران شده‌است. پس از آن پلیس چین، دکتر لی و ۷ پزشک دیگر را احضار و آن‌ها را به «انتشار شایعه» متهم کرده‌است. پلیس چین به وی هشدار داده که از انتشار چنین اخباری خودداری کند، در غیر اینصورت به جرم تشویش اذهان عمومی بازداشت خواهد شد. این پزشک افشاگر در نهایت خود به این بیماری مبتلا و در یکی از بیمارستان‌های ووهان چین بستری شد و جان باخت.
بنابر این گزارش‌ها مقامات دولت چین، تا هفته‌ها پزشکان را مجبور به سکوت کرده و از اطلاع‌رسانی عمومی خودداری می‌کنند و بسیاری از مردم شهر «ووهان» چین، خیلی دیر متوجه گسترش سریع این بیماری در محل سکونت خود می‌شوند. در نهایت پس از حدود ۷ هفته، دولت چین به‌طور رسمی کشف این ویروس را اعلام و شهر ووهان را قرنطینه می‌کند.

### همه‌گیری و اعلام وضعیت اضطراری در بهداشت جهانی
این ویروس به سرعت در بیش از بیست کشور دیگر در آسیا، اروپا، آمریکای شمالی و اقیانوسیه گسترش پیدا کرد. شیوع ویروس از انسان به انسان در چین، آلمان، تایلند، ویتنام، تایوان، ژاپن و ایالات متحده تأیید شده‌است.
در ۳۰ ژانویه ۲۰۲۰، سازمان بهداشت جهانی (WHO) با توجه به وضعیت شیوع ویروس کرونای جدید، وضعیت اضطراری در بهداشت جهانی اعلام کرد. تا ۴ فوریه ۲۰۲۰، ۲۰٬۶۰۴ مورد آلودگی به کرونا به ثبت رسید که از این تعداد، ۲۰٬۴۱۶ مورد در سرزمین اصلی چین بود. تا به امروز تقریباً یک پنجم موارد تشخیص داده شده منجر به بیماری جدی می‌شوند. تقریباً تمام موارد ابتلا به کرونا در خارج از چین، در افرادی رخ داده‌است که یا از ووهان سفر کرده‌اند، یا با کسی که از منطقه سفر کرده‌است در تماس مستقیم بوده‌اند.
به‌طور کلی میزان مرگ و میر و عوارض ناشی از عفونت ویروس 2019-nCoV ناشناخته است، هم به دلیل این‌که ممکن است در شیوع فعلی، میزان مرگ و میر در حال تغییر باشد و همچنین به دلیل این‌که تعداد موارد جزئی و بدون علامت که منجر به تشخیص نمی‌شوند، نامشخص است. با این حال، نتایج اولیهٔ مشاهدات، مرگ ۲٬۳٪ از مبتلایان به این ویروس را نشان می‌دهند. و WHO اعلام کرده‌است که میزان مرگ و میر در میان مبتلایان، حدود ۳٪ است. تعداد مرگ و میرهای ناشی از این ویروس در استان هوبی، در ۴ فوریه ۲۰۲۰، ۴۲۷ نفر بود.

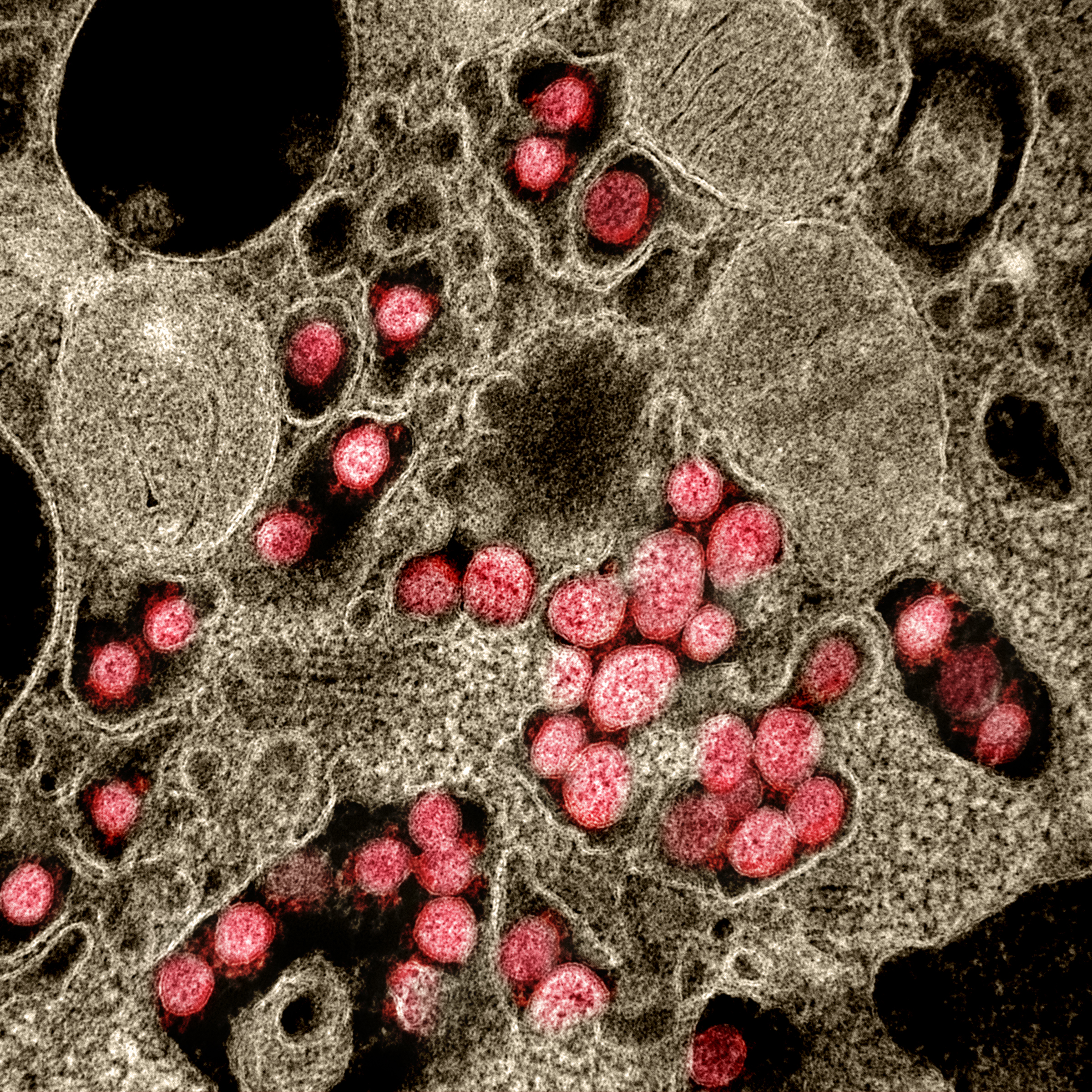
تصویری از ویروس‌های کووید-۱۹ با استفاده از میکروسکوپ الکترونی عبوری که از بدن یک بیمار در جریان دنیاگیری کووید-۱۹ جدا شده‌است.

## عفونت‌زایی و انتقال
انتقال ویروس از انسان به انسان تأیید شده‌است. ویروس‌های کرونا در درجه اول از طریق تماس نزدیک، به ویژه از طریق قطرات تنفسی ناشی از سرفه و عطسه تا حدود ۲ تا ۴٫۵ متر پخش می‌شوند.۶ فوت (۱٫۸ متر) RNA ویروس همچنین در نمونه‌های مدفوع از بیماران آلوده یافت شده‌است. مطالعات نشان داده‌اند که این ویروس می‌تواند حتی در دوره نهفتگی عفونی شود، اما برپایه اعلام سازمان جهانی بهداشت در این زمان به احتمال زیاد، انتقال از افراد بدون علامت است و عامل اصلی انتقال نیست.
شماره تولید مثل اصلی ({\displaystyle R_{0}} ، تلفظ R-جز یا R-صفر) از این ویروس برآورد شده‌است بین ۱٫۴ و ۳٫۹ است. این بدان معنی است که، در صورت عدم کنترل، ویروس به‌طور معمول در هر عفونت ایجاد شده، ۱٫۴ تا ۳٫۹ مورد جدید ایجاد می‌کند. مشخص شده‌است که ویروس قادر به انتقال در طول زنجیره‌ای حداقل چهار نفر است.

## ویروس‌شناسی

### ساختار ویروسی
قُطر این ویروس حدود ۵۰ تا ۲۰۰ نانومتر است. این ویروس همانند سایر کروناویروس‌ها دارای ۴ پروتئین ساختمانی شامل سنبله (S)، پوشش ویروسی (E)، غشا (M) و کپسید (N) است.

### محتوای ژنتیکی
کروناویروس‌ها در گروه آران‌ای ویروس‌های تک‌رشته‌ای خطی سنس مثبت هستند. طول ژنوم این ویروس، حدود ۳۰,۰۰۰ باز نوکلئوتیدی است. فراوانی بازهای نوکلئوتیدی در آران‌ای این ویروس، عبارت‌ است از اوراسیل (32.2%)، آدنین (29.9%)، گوانین (19.6%) و سیتوزین (18.3%)

## مدت حیات در محیط
ویروس کرونا می‌تواند در محیط اطراف و حتی بیمارستان‌ها از طریق تماس با دستگیره در، تخت، دکمه‌ها، میزها، لبه تخت و دست زدن به سطوح پلاستیکی و فلزی دیگری که در تماس مستقیم با فرد بیمار هستند با توجه به اینکه اغلب از جنس فلز و پلاستیک هستند، منتقل شود. همچنین یافته‌ها نشان می‌دهد رطوبت بالای هوا طول عمر ویروس کرونا را افزایش می‌دهد. این مطالعات بیان می‌کنند که کروناویروس‌ها می‌توانند روی سطح مختلف به‌طور میانگین بین چهار تا پنج روز باقی بمانند. برخی از آن‌ها نیز می‌توانند تا ۹ روز خارج از بدن و در دمای اتاق دوام بیاورند.